# Rue du Petit-Paon
La rue du Petit-Paon est une rue de Lille, dans le Nord, en France.

## Situation et accès
Il s'agit de l'une des plus vieilles rues du quartier de Lille-Centre qui relie la Rue des Trois Couronnes à la Place du Général-de-Gaulle. C'est la plus petite rue de Lille avec 20 mètres de long.
La rue est accessible depuis le métro, via la première ligne en sortant à la station Rihour. Elle est également accessible depuis la Gare Lille-Flandres, à 400 mètres par la rue Faidherbe.
La rue figure parmi les îlots regroupés pour l'information statistique (IRIS N° 0109 - LILLE CENTRE 9) de Lille, tels que l'Insee les a établis en 1999.

## Historique
La rue est longée de constructions datant d'environ 1650 remplaçant d'anciennes maisons de bois qui bordaient l'angle nord-ouest de la Grand'Place.